# Mujaga Merhemić
Mesnevihân Muja Merhemić (rođen kao Mustafa Merhemić; Sarajevo, 4. siječnja 1877. – Sarajevo, 23. ožujka 1959.), bošnjački islamski prosvjetni, kulturni i javni djelatnik.

## Životopis
Mustafa Merhemić rodio se u Sarajevu 4. siječnja 1877. godine, kao posljednje dijete poznatog i bogatog sarajevskog trgovca Mulage (Osman-age) Merhemića i Mule Merhemić. Mulaga je sinu nadjenuo ime Mustafa, ali su ga od milja zvali Mujaga. Od rođenja, bio je okružen dervišima, šejhovima, imamima i muderrisima, tako da je od malih nogu bio upućen na sufizam. Imajući u vidu materijalno bogatstvo u kojem se rodio i odrastao, bilo je prirodno očekivati da stekne zavidno obrazovanje. Završio je Carev mekteb, zatim Ruždiju, nekoliko razreda Merhemića medrese, a onda studij šerijatskog prava. Nešto kasnije je pred Mustafom Hadžihalilovićem završio studij orijentalnih jezika. Govorio je arapski, turski i perzijski jezik.
U Sarajevu je bio običaj da pojedini imami drže predavanja u više kuća ili u jednom užem ili širem krugu slušalaca. U kući Mujage Merhemića deseteljećima su se predavale razne grane islamske znanosti ili lijepe književnosti. U njegovoj je kući dug niz godina tumačio Mesneviju Dželaluddina Rumija Mehmed Džemaluddin ef. Čaušević (od 1911 do 1928), kad je zbog razilaženja u načinu tretiranja emancipacije muslimanki nastao spor između sarajevskog Džematskog medžlisa i reis-ul-uleme Čauševića, pa je Mujaga Merhemić kao potpisnik Džematskog medžlisa otkazao gostoprimstvo reis-ul-ulemi. Istovremeno je u Merhemića kući hfz. Mehmed Teufik ef. Okić, kazivao Nesefijin tefsir Kurana, svake subote iza jacije, a iza njegove smrti nastavio je tefsir kazivati Ahmed ef. Burek. Na nagovor Numan ef. Bajraktarevića, svoga starijeg druga na predavanjima iz perzijskog jezika kod Mustafa Hadžihalilovića, odlučio je Mujaga Merhemić sam držati predavanja jednom krugu ljubitelja perzijske književnosti.
U dvorištu svoje kuće 1935. godine sagradio posebnu prostoriju, koju su posjetioci nazivali dershanom (učionica). U svojoj kući Mujaga Merhemić je redovito organizirao svečanosti povodom odabranih dana islamskog kalendara na kojima su se čitali klasični spjevovi, kao što su Miradžija i Bedrija. Mujaga Merhemić je čitao, prevodio i tumačio perzijske klasike: Pendnamu šejha Feriduddina Attara (od jeseni 1933. do 29. svibnja 1935); Đulistan šejha Sadija Širazija (dersovi su održavani subotom uvečer, a prevođenje i tumačenje završeno je 1938. godine); Divan Hafiza Širazija (počeo je prevoditi i tumačiti Divan 18. prosinca 1938, a predavanja su završena 24. ožujka 1941. Predavanja su održavana ponedjeljkom uvečer, a na njih su redovno dolazili šejh Fejzulah ef. Hadžibajrić, Hamdija Čemo i Mehmed Mujezinović. Na predavanja iz Divana povremeno je dolazio i Mehmed ef. Handžić); Bostan šejha Sadija Širazija (od 31. ožujka 1941. do 15. lipnja 1942.). Tokom prevođenja i tumačenja Bostana Njemačka napala je Kraljevinu Jugoslaviju i bombardirala kuću Mujage Merhemića. Kažu da je Mujaga Merhemić po razrušenoj kući sakupljao knjige, ne obazirujući se na nastalu materijalu štetu. Naposljetku, tumačio je i Mesneviju Dželaluddina Rumija. 
Predavanja, prevođenja i tumačenja Mesnevije u kući Merhemića otpočela su 6. srpnja 1942. godine, kada je Mehmed ef. Handžić održao uvodno predavanje na arapskom jeziku. Narednog tjedna, u srijedu 13. srpnja, Mujaga Merhemić je održao svoje prvo predavanje iz Mesnevije, ne prekidajući to sve do svoje smrti 1959. godine. Jugoslavenska vlast zabranila je 1947. godine veća okupljanja po kućama, pa su od tada predavanja Mesnevije držana pred užim krugom, sastavljenim od samo četiri slušaoca: šejh Abdulahom ef. Fočakom, šejh Fejzulahom ef. Hadžibajrićom, hfz. Esadom Sabrihafizovićem i Mehmedom Mujezinovićem. Prije njega Mesneviju je samo tumačio Mehmed Džemaluddin ef. Čaušević (od 1911. do 1928.), a poslije njega šejh Fejzulah ef. Hadžibajrić (od 1965. do 1988.), hfz. Halid ef. Hadžimulić (od 1988. do 2011.) i hfz. Mehmed ef. Karahodžić (od 2011.).
Mujaga Merhemić je umro u Sarajevu, 23. ožujka 1959. godine. Alija Nametak ističe da je Merhemićeva dženaza bila najveća u Sarajevu koju je on upratio. Prema njegovim riječima, ljudi su se tiskali da dohvate tabut kao kakvu svetu relikviju.

## Vanjske povezice
- K'o da si Merhemić